# ريكاردو كارفاليو (لاعب كرة قدم)
ريكاردو كارفاليو (بالبرتغالية: Ricardo Jorge Gomes Carvalho‏) هو لاعب كرة قدم برتغالي في مركز الدفاع، ولد في 6 مارس 1996 في سانتو تريسو في البرتغال. شارك مع منتخب البرتغال تحت 16 سنة لكرة القدم ومنتخب البرتغال تحت 17 سنة لكرة القدم ومنتخب البرتغال تحت 18 سنة لكرة القدم. أما مع النوادي، فقد لعب مع Vitória S.C. B ‏ وS.L. Benfica B ‏.

## وصلات خارجية
- ريكاردو كارفاليو (لاعب كرة قدم) على موقع قاعدة بيانات كرة القدم.إي يو (الإنجليزية)
- ريكاردو كارفاليو (لاعب كرة قدم) على موقع Soccerway.com (الإنجليزية)
- ريكاردو كارفاليو (لاعب كرة قدم) على موقع AS.com (الإسبانية)